# Н̀
Cette page contient des caractères spéciaux ou non latins. S’ils s’affichent mal (▯, ?, etc.), consultez la page d’aide Unicode.
Н̀ (minuscule : н̀), appelé en accent grave, est une lettre additionnelle de l’alphabet cyrillique qui a été utilisée en komi-zyriène et tchouvache au XIXe siècle. Elle est composée du en ‹ Н › diacrité d’un accent grave.

## Utilisations

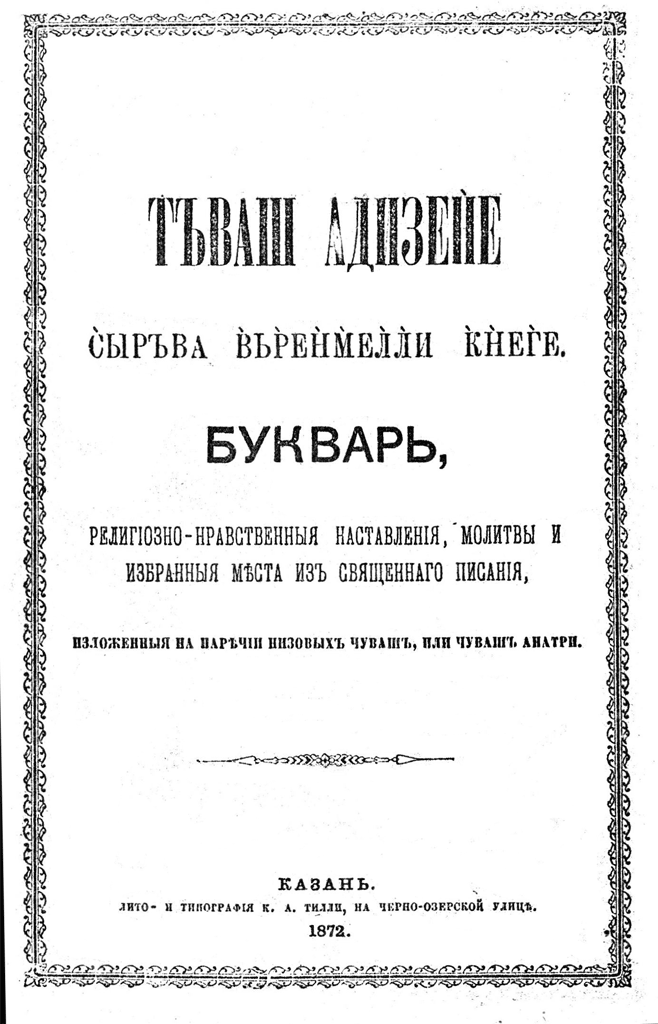
La couverture d’un syllabaire tchouvache de 1872 avec le en accent grave.

## Représentation informatique
Le en accent grave peut être représenté avec les caractères Unicode suivants :
- décomposé (cyrillique, diacritiques) :

| formes    | représentations | chaînes de caractères | points de code | descriptions                                            |
| --------- | --------------- | --------------------- | -------------- | ------------------------------------------------------- |
| capitale  | Н̀               | Н◌̀                    | U+041D U+0300  | lettre majuscule cyrillique en diacritique accent grave |
| minuscule | н̀               | н◌̀                    | U+043D U+0300  | lettre minuscule cyrillique en diacritique accent grave |